# Acroporium antarense
Acroporium antarense är en bladmossart som beskrevs av Bennard Otto van Zanten 1964. Acroporium antarense ingår i släktet Acroporium och familjen Sematophyllaceae. Inga underarter finns listade i Catalogue of Life.